# Ліпсіц Ігор Володимирович
І́гор Володи́мирович Ліпсіц (нар. 18 березня 1950 в Москві) — колишній російський вчений-економіст і маркетолог, науковий керівник Департаменту маркетингу НДУ ВШЕ в 2003—2014 роках, ординарний професор НДУ ВШЕ в 200 ВАК СРСР, 2001). 
Наукова спеціалізація: маркетинг-менеджмент, економічний аналіз реальних інвестицій, ціноутворення, реформування підприємств у постсоціалістичній економіці. 
У 2020 емігрував з Росії, на даний момент проживає у Литві.

## Життєпис
1971 — закінчив загальноекономічний факультет Московського інституту народного господарства ім. Плеханова. Кандидат економічних наук (1976). Доктор економічних наук (2001).
1971—1989 — робота в Науково-дослідному інституті з ціноутворення при Державному комітеті цін при Раді Міністрів СРСР.
1989—1991 — робота в Кредитно-фінансовому інституті банків при Державному банку СРСР (заввідділу аналізу народногосподарської кон'юнктури).
1991—1994 — робота в Експертному інституті Російського союзу промисловців та підприємців.
У 2003—2014 роках — науковий керівник Департаменту маркетингу НДУ Вищої школи економіки.
До 2023 р. — ординарний професор Факультету менеджменту НДУ ВШЕ, професор Вищої школи менеджменту НДУ ВШЕ.
У серпні 2023 року повідомив, що залишить виш з 1 вересня після того, як керівництво університету в односторонньому порядку анулювало його контракт на дистанційну роботу. На той час Ліпсіц три роки постійно жив із сім'єю в Паланзі, звідки і викладав студентам усі ці роки. В інтерв'ю Олені Тофанюк на ютьюб-каналі Forbes підтвердив своє звільнення..
У 2020 році покинув Росію, переїхав до Литви і вийшов з російського громадянства.
15 березня 2024 внесений Міністерством юстиції Російської Федерації до списку іноагентів.
Громадянин Литви (з 2020) і Ізраїлю (з 2025).

## Творчий доробок
- Липсиц И. В. Секреты умелого руководителя. — М.: Экономика, 1991. — 322 с. — ISBN 5-282-01104-2.
- Липсиц И. В. Бизнес-план — основа успеха. — М.: Машиностроение, 1993. — 80 с. — ISBN 5-217-01869-0.
- Липсиц И. В. Экономика без тайн. — М.: Дело ЛТД, 1993. — 352 с. — ISBN 5-86461-132-8.
- Липсиц И. В. Словарь коммерсанта: Толковый русско-английский и англо-русский. — М.: Машиностроение; Инфра-М, 1996. — 352 с. — ISBN 5-217-02457-7. — ISBN 5-86225-198-7.
- Липсиц И. В. Введение в экономику и бизнес (Экономика для неэкономистов). — М.: Бита-Пресс, 1997. — 352 с. — ISBN 5-7755-0023-7.
- Липсиц И. В. Экономика. В двух книгах. Книга 1. — М.: Вита-Пресс, 2000. — 302 с. — ISBN 5-7755-0119-5.
- Липсиц И. В. Экономика. В двух книгах. Книга 2 (сборник). — М.: Вита-Пресс, 2000. — 352 с. — ISBN 5-7755-0120-9.
- Липсиц И. В. Экономика. — М.: Вита-Пресс, 2002. — ISBN 5-7755-0355-4.
- Липсиц И. В. Ценообразование. Учебник. — М.: Экономистъ, 2006. — ISBN 5-98118-082-X.
- Липсиц И. В., Балакина А., Бабленкова И. И. Налоги России: учебное пособие для старших классов. — М.: Вита-Пресс, 2005. — 192 с. — ISBN 5-7755-0759-2.
- Липсиц И. В., Видгорчик Е. А. Маркетинговые стратегии для российских компаний. — М.: ВШЭ, 2006. — 183 с. — ISBN 5-7598-0344-1.
- Липсиц И. В. Результативный менеджмент. Как построить эффективную систему управления: сборник статей. — М.: Омега-Л, 2006. — 218 с. — ISBN 5-98119-463-4.
- Липсиц И. В. Маркетинг для топ-менеджеров. 70 лучших идей для вашего бизнеса. — М.: Эксмо, 2007. — ISBN 5-699-16755-2.
- Липсиц И. В. Экономика. Учебник. — М.: Омега-Л, 2007. — 656 с. — ISBN 5-365-00612-7. — ISBN 978-5-365-00612-6. — ISBN 5-365-00866-9.
- Липсиц И. В., Коссов В. В. Экономический анализ реальных инвестиций. — М.: Магистр, 2007. — 383 с. — ISBN 978-5-9776-0024-8.
- Липсиц И. В. Ценообразование: учебник. — М.: Магистр, 2008. — 527 с. — ISBN 978-5-9776-0039-2.
- Липсиц И. В. Бизнес и экономика. Элективный курс. 8—9 класс. Учебное пособие. — М.: Вита-Пресс, 2008. — 64 с. — ISBN 978-5-7755-1574-4.
- Липсиц И. В., Рязанова О. И. Управление ценами в ритейле. — М.: Эксмо, 2008. — 384 с. — ISBN 978-5-699-21950-6.
- Липсиц И. В., Коссов В. В. Инвестиционный анализ. Подготовка и оценка инвестиций в реальные активы. — М.: Инфра-М, 2011. — 320 с. — ISBN 978-5-16-004656-3.
- Липсиц И. В. Экономика. Базовый курс. 10—11 классы. — М.: Вита-Пресс, 2012. — 272 с. — ISBN 978-5-7755-2346-6.
- Липсиц И. В. Экономика. 7—8 классы. История и современная организация хозяйственной деятельности. Учебник. — М.: Вита-Пресс, 2012. — 224 с. — (Предпрофильная подготовка). — ISBN 978-5-7755-2512-5. — ISBN 978-5-7755-2827-0.
- Липсиц И. В. Экономика. Конспект лекций. — М.: КноРус, 2014. — 200 с. — ISBN 978-5-406-02990-9.
- Липсиц И. В. Ценообразование. Практикум. Учебное пособие. — М.: Юрайт, 2015. — 338 с. — ISBN 978-5-9916-4480-8.
- Липсиц И. В. Основы экономики. Учебник для медицинских училищ и колледжей. — М.: ГЭОТАР-Медиа, 2015. — 336 с. — ISBN 978-5-9704-1431-6. — ISBN 978-5-9704-2412-4. — ISBN 978-5-9704-3562-5.
- Липсиц И. В., Корлюгова Ю. Н., Вигдорчик Е. А. Финансовая грамотность. 5—7 классы. Материалы для родителей. — М.: Вита-Пресс, 2016. — 112 с. — ISBN 978-5-7755-3363-2.
- Липсиц И. В. Удивительные приключения в стране Экономика. — М.: Вита-Пресс, 2016. — 336 с. — ISBN 978-5-7755-3147-8.
- Липсиц И. В. Экономика (для бакалавров). — М.: КноРус, 2016. — 312 с. — ISBN 978-5-406-05128-3.
- Липсиц И. В., Коро Н. Р., Полынская Г. А., Латышова Л. С., Ойнер О. К., Заздравных А. В., Пантелеева Е. К., Казаков С. В. Маркетинг-менеджмент. Учебник и практикум. — М.: Юрайт, 2016. — 380 с. — ISBN 978-5-9916-5799-0.
- Липсиц И. В. 2.1. Изменения рыночной среды и их влияние на маркетинг (аудио). — М.: ВШЭ, 2018.
- Латышова Л. С., Липсиц И. В., Ойнер О. К., Пантелеева Е. К. Клиентоориентированность. Исследования, стратегии, технологии. Монография. — М.: Инфра-М, 2020. — 241 с. — ISBN 978-5-16-015796-2.
- Липсиц И. В. Экономика. История и современная организация хозяйственной деятельности. Учебник для 7—8 классов общеобразовательных организаций (предпрофильная подготовка). — М.: Вита-Пресс, 2022. — 224 с. — ISBN 978-5-7755-4003-6.
- Липсиц И. В., Вигдорчик Е. А. Финансовая грамотность. Материалы для учащихся. 5—7 классы. — М.: Вита-Пресс, 2022. — 208 с. — ISBN 978-5-7755-4251-1.
- Липсиц И. В. Экономика. Учебник. — М.: Кнорус, 2023. — 278 с. — ISBN 978-5-406-11544-2.
- Липсиц И. В., Рязанова О. И. Финансовая грамотность. 8—9 классы. Учебник. ФГОС. — М.: Вако, 2023. — 352 с. — ISBN 9-785408-065622.
- Липсиц И. В. Микроэкономика. Макроэкономика. Учебник. — М.: Кнорус, 2024. — 608 с. — ISBN 978-5-406-04441-4. — ISBN 978-5-406-06027-8. — ISBN 978-5-406-07703-0. — ISBN 978-5-406-09308-5.